# Plaza Quemada
La plaza Quemada es una plaza extramuros ubicada en Jerez de la Frontera (Andalucía, España), concretamente dentro del barrio de San Pedro.
Plaza tranquila y reformada, escondida entre calles y recovecos, mantiene una peculiar forma rectangular, lo que delata su origen extramuros en forma de huerta, junto al cementerio judío.

## Historia
La actual plaza Quemada ocupa un espacio al final del barrio de San Pedro, alejado del bullicio de la calle Bizcocheros, aunque conectando esta con el antiguo fonsario, o antiguo cementerio judío de Jerez.
No obstante se han encontrado restos romanos en edificaciones de la paz
El espacio urbano que ocupa fue durante la Edad Media una huerta cercana a las huertas del Convento de Santo Domingo. Dicha huerta, perteneciente a la familia García de Quemada, fue adyacente al fonsario.

## Leyenda
El lienzo de la Virgen
A finales del siglo XVIII el barrio de San Pedro fue azotado por una extraña enfermedad contagiosa. Los trabajadores del Matadero Municipal, instalado en el barrio en 1792, decidieron rezarle a un lienzo de la Virgen de los Desamparados que se encontraba en la Capilla de los Desamparados para que acabase aquel azote. Como los contagios no paraban, hartos decidieron quemar el lienzo en la actual plaza Quemada, pero el lienzo no ardió. Decidieron devolverlo a la capilla y fue sólo así que cesó la plaga. En la plaza Quemada se conserva una pequeña cruz donde se intentó quemar el lienzo.

## Cultura
Asociación Cultural La Bodega